# Edward Kenway
Edward James Kenway (Swansea, 10 marzo 1693 – Londra, 3 dicembre 1735) è un personaggio immaginario e il protagonista del videogioco Assassin's Creed IV: Black Flag (2013), sesto capitolo della celebre saga di Assassin's Creed.

## Creazione e sviluppo
Darby McDevitt, sceneggiatore principale per Black Flag, osservò che i precedenti protagonisti della serie si fossero uniti agli Assassini senza molta riflessione e spesso come momento di maturità dal momento che gli scopi personali erano già allineati con quelli dell'organizzazione. Nel caso di Black Flag, il gruppo di sviluppo voleva esplorare i principi degli Assassini, il loro "credo" da una nuova prospettiva. È stata quindi proposta l'idea di avere come protagonista un pirata talentuoso e scaltro, un uomo cinico e stanco che entra in contatto con gli Assassini, non necessariamente condividendo la loro visione del mondo e l'adesione al loro ideale, presentandoli così da un diverso punto di vista. L'intero filone della storia diventa quindi un costante conflitto all'interno di Edward sull'idea stessa del Credo, anche quando coopta alcuni dei metodi e delle tattiche degli Assassini per il suo guadagno personale.
McDevitt spiegò che Black Flag è al suo nucleo una storia di immoralità e pentimento, ed Edward Kenway è un uomo sposato il cui rapporto teso con la moglie è uno dei problemi centrali del gioco. McDewitt ha descritto Edward come un «tipo esuberante e sconcio» che ha anche alcune relazioni strette con altre donne nella storia, e che la sua motivazione principale in Black Flag è quella di arricchirsi e dimostrare di essere un «uomo di qualità» alla sua famiglia e ai suoi superiori. Per quanto riguarda la sua personalità, McDevitt ha detto che Edward «è un pirata che anela alla libertà proprio come gli Assassini, ma detesta il senso di responsabilità che una libertà veramente funzionale richiede» e che la narrazione intende esplorare «a che punto Edward si renderà conto che la sua idea di libertà sia troppo caotica per funzionare a lungo». Paragonando Edward a suo nipote Connor, il protagonista dell'antecedente titolo, Assassin's Creed III, McDevitt ha ha definito l'arco caratteriale del protagonista di Black Flag come un «contrappunto» dell'altro.

## Biografia
Nato nel 1693 in una famiglia di contadini gallesi, Edward Kenway proviene da un contesto socioeconomico basso. A un certo punto della sua vita, si innamora di una ragazza ricca di nome Caroline Scott. Disobbedendo ai desideri dei genitori, Caroline lascia la sua vita agiata per sposare Edward. Insoddisfatto del suo salario nella fattoria, Edward diventa presto un ubriacone che sogna di diventare ricco come corsaro. Caroline perse la fiducia in Edward e lo lasciò nascondendo la sua gravidanza.
Edward lasciò la sua terra per cercare fortuna, prima come corsaro, poi come pirata. Fu attivo nelle Indie Occidentali dal 1712 al 1722, durante gli ultimi anni della cosiddetta età d'oro della pirateria ed era noto per i suoi stretti rapporti con personaggi del calibro di Adéwalé, Barbanera, Mary Read e Anne Bonny. Comandò la Jackdaw, un brigantino che aveva catturato dalla flotta spagnola del tesoro nel 1715, e venne inavvertitamente coinvolto nella ricerca, da parte degli Assassini e dei Templari, di un antico luogo chiamato Osservatorio, che Edward intendeva utilizzare per scopi personali. Sebbene la carriera di Edward nella pirateria sia stata in gran parte un successo, contribuendo a fondare una Repubblica dei pirati indipendente a Nassau, iniziò a riflettere sulla sua vita dopo il crollo della Repubblica nel 1718 e la morte di molti dei suoi alleati. Alla fine decise di unirsi alla Confraternita degli Assassini, che cercava di preservare la pace e la libertà dell'umanità, e li aiutò a eliminare i loro rivali Templari e a sigillare l'Osservatorio.
Nel 1722, Edward fu informato della scomparsa di Caroline, avvenuta due anni prima, e dell'esistenza di sua figlia, Jennifer, e fece in modo di incontrare quest'ultima. Un anno dopo, si ritirò definitivamente dalla pirateria e si trasferì a Londra con Jennifer, donando la Jackdaw agli Assassini. Utilizzò la ricchezza acquisita per acquistare una proprietà in Queen Anne's Square e assunse responsabilità come membro della Confraternita degli Assassini, diventando infine uno dei capi della Confraternita britannica insieme a un uomo di nome Miko. Durante questo periodo, Edward conobbe e sposò Tessa Stephenson-Oakley, figlia di un ricco proprietario terriero, dalla quale ebbe il suo secondo figlio: Haytham Kenway. Nel 1735, fu assassinato nella sua tenuta da agenti che agivano su ordine di Reginald Birch, uno dei suoi dipendenti e, segretamente, Gran Maestro del Rito Britannico dei Templari. Dopo la morte di Edward, Birch, approfittando del fatto che Edward non aveva mai rivelato al figlio le sue vere affiliazioni, manipolò Haytham affinché si unisse ai Templari. Sebbene Haytham avesse scoperto la verità e ucciso Birch per vendicarsi anni dopo, scelse di rimanere un Templare.